# Пакура, Сергей Олегович
Сергей Олегович Пакура (род. 3 мая 1983) — киргизский легкоатлет, специалист по бегу на средние дистанции. Выступал за сборную Кыргызстана по лёгкой атлетике во второй половине 2000-х годов, победитель и призёр первенств национального значения, действующий рекордсмен страны в беге на 1500 метров в помещении, участник летних Олимпийских игр в Пекине. Мастер спорта Кыргызской Республики.

## Биография
Сергей Пакура родился 3 мая 1983 года.
Впервые заявил о себе на международном уровне в сезоне 2006 года, когда вошёл в основной состав киргизской национальной сборной и выступил в беге на 1500 метров на чемпионате мира в помещении в Москве, где установил поныне действующий национальный рекорд Кыргызстана на данной дистанции — 3:50.86. Позже с личным рекордом 3:48.83 пробежал 1500 метров на Азиатских играх в Дохе, став в финале девятым.
В 2008 году в дисциплине 1500 метров финишировал шестым на чемпионате Азии в помещении в Дохе, стартовал на чемпионате мира в помещении в Валенсии. Благодаря череде удачных выступлений удостоился права защищать честь страны на летних Олимпийских играх в Пекине — в программе бега на 800 метров на предварительном квалификационном этапе установил личный рекорд 1:50.54, но в следующую стадию соревнований не вышел.
После пекинской Олимпиады Пакура ещё в течение некоторого времени оставался действующим спортсменом и продолжал принимать участие в крупнейших легкоатлетических турнирах. Так, в 2009 году он выступил в беге на 1500 метров на чемпионате Азии в Гуанчжоу.
В 2010 году стал седьмым на 1500-метровой дистанции на чемпионате Азии в помещении в Тегеране, бежал 800 и 1500 метров на Азиатских играх в Гуанчжоу.
Впоследствии работал массажистом в российской велокоманде Gazprom-RusVelo